# Norbanus guyoni
Norbanus guyoni är en stekelart som först beskrevs av Giraud 1870.  Norbanus guyoni ingår i släktet Norbanus och familjen puppglanssteklar. Inga underarter finns listade i Catalogue of Life.